# Авілла (Арканзас)
Авілла (англ. Avilla) — переписна місцевість (CDP) в США, в окрузі Салін штату Арканзас. Населення — 1325 осіб (2020).

## Географія
Авілла розташована за координатами 34°41′39″ пн. ш. 92°35′10″ зх. д. / 34.69417° пн. ш. 92.58611° зх. д. (34.694221, -92.586110).  За даними Бюро перепису населення США в 2010 році переписна місцевість мала площу 15,20 км², з яких 15,16 км² — суходіл та 0,04 км² — водойми.

## Демографія
Згідно з переписом 2010 року, у переписній місцевості мешкало 896 осіб у 324 домогосподарствах у складі 268 родин. Густота населення становила 59 осіб/км².  Було 340 помешкань (22/км²). 
Расовий склад населення:
| - 94,8 % — білих - 2,3 % — чорних або афроамериканців - 0,4 % — корінних американців - 0,4 % — азіатів |

До двох чи більше рас належало 1,3 %. Іспаномовні складали 1,2 % від усіх жителів.
За віковим діапазоном населення розподілялося таким чином: 25,6 % — особи молодші 18 років, 62,6 % — особи у віці 18—64 років, 11,8 % — особи у віці 65 років та старші. Медіана віку мешканця становила 40,5 року. На 100 осіб жіночої статі у переписній місцевості припадало 96,5 чоловіків;  на 100 жінок у віці від 18 років та старших — 98,5 чоловіків також старших 18 років.
Середній дохід на одне домашнє господарство  становив 68 574 долари США (медіана — 59 806), а середній дохід на одну сім'ю — 78 573 долари (медіана — 75 222). За межею бідності перебувало 1,4 % осіб, у тому числі 0,0 % дітей у віці до 18 років та 0,0 % осіб у віці 65 років та старших.
Цивільне працевлаштоване населення становило 459 осіб. Основні галузі зайнятості: освіта, охорона здоров'я та соціальна допомога — 42,5 %, будівництво — 22,4 %, роздрібна торгівля — 17,4 %.